# Poecilomyrma
Poecilomyrma Mann, 1921 — род мелких муравьёв (Formicidae) из подсемейства Myrmicinae.

## Распространение
Океания (Фиджи).

## Описание
Мелкие муравьи (длина около 4—5 мм) рыже-бурого цвета (брюшко и голова до чёрного). Петиоль с длинным стебельком. На заднегрудке две пары шипов.

## Систематика
Род относится к трибе Formicoxenini.
- Poecilomyrma senirewae Mann, 1921 typus
- Poecilomyrma senirewae myrmecodiae Mann, 1921
- Poecilomyrma senirewae senirewae Mann, 1921